# Československý šachový svaz
Československý šachový svaz, resp. Šachový svaz ČSTV byla jednotná organizace československých šachistů založená 7. září roku 1969 jako nástupce ÚJČS, resp. šachové sekce ČSTV, která ÚJČS bezprostředně nahradila v lednu téhož roku. 
Organizace zastupovala československý šach ve FIDE do roku 1992. Po rozpadu Československa roku 1993 ukončil svaz svou činnost a rozdělil se na Slovenský šachový zväz (založený již roku 1990) a na Šachový svaz České republiky.